# Сигел, Джерри
Джерри Сигел (англ. Jerry Siegel; род. 17 октября 1914, Кливленд, Огайо, США — 28 января 1996, Лос-Анджелес, Калифорния, США) — американский сценарист и создатель комиксов. Совместно с художником Джо (Джозефом) Шустером является автором одного из самых узнаваемых персонажей комиксов и поставленных по ним фильмов — Супермена. Этот персонаж занимает первое место в списке IGN «100 величайших героев комиксов» в мае 2011 года.

## Биография
Родился в семье евреев-эмигрантов из той части Российской империи, которая позже станет Литвой. Его отец — Михаил Сегалович, взявший позднее имя Митчелл Сигел, галантерейщик. Джером был младшим, шестым ребёнком в семье. Своё детство он провёл в Кливленде, Огайо. Когда Джерри учился в начальных классах школы, на магазин отца было совершено нападение, и Митчелл Сигел скончался от сердечного приступа. Окончил школу Гленвилл в Кливленде.